# Reese and the Smooth Ones
Reese and the Smooth Ones ist ein Musikalbum des Art Ensemble of Chicago. Die am 12. August 1969 im Studio Saravah in Paris entstandenen Aufnahmen erschienen 1970 als LP auf BYG Records in der Reihe BYG Actuel.

## Hintergrund
Die LP Reese and the Smooth Ones entstand während derselben Pariser Studiosession wie auch Message to Our Folks. Nur wenige Tage vor den Aufnahmen traf das Ensemble – Lester Bowie, Roscoe Mitchell, Malachi Favors und Joseph Jarman – in Paris ein, Ihre Auftritte begeisterten das Publikum mit ihrer Mischung aus Free Jazz, Spoken Word, dadaistisch scheinendem Theater und afrozentrischem Bewusstsein. Trompeter Lester Bowie, die Hölzbläser Roscoe Mitchell und Joseph Jarman sowie der Bassist Malachi Favors spielten alle neben ihren Hauptinstrumenten zahlreiche „kleine Instrumente“, darunter verschiedene Hörner, Gongs, Holzscheite, Glocken, Sirenen, Pfeifen, Steeldrums, Marimba und Banjo.

## Titelliste
- Art Ensemble of Chicago: Reese and the Smooth Ones (BYG Records – 529.329, Actuel 29)[2]

1. Reese (Mitchell)
2. The Smooth Ones (Part 1) (Bowie)
3. Reese (Mitchell)
4. The Smooth Ones (Part 2) (Bowie)

## Rezeption
Scott Yanow verlieh dem Album in Allmusic drei Sterne und schrieb, die episodische Musik (dargeboten als ein durchlaufendes Stück) würde das Publikum kontinuierlich fesseln und insgesamt ein einheitliches (wenn auch unvorhersehbares) Statement ergeben.